# William Lee (Bischof, 1941)
William Lee (* 2. Dezember 1941 in Newport, County Tipperary; † 5. Januar 2024 in Dungarvan) war ein irischer Geistlicher, Hochschullehrer und Hochschulrektor sowie römisch-katholischer Bischof von Waterford und Lismore.

## Leben
William Lee, ältestes von fünf Kindern von John und Delia Lee in Newport, besuchte in seiner Schulzeit das örtliche Konvent von Mercy sowie die Boys’ National Schools und danach das Rockwell Colleg. Lee studierte römisch-katholische Theologie und Philosophie am St Patrick’s College in Maynooth. Am 19. Juni 1966 empfing Lee die Priesterweihe für das Erzbistum Cashel und Emly. Danach studierte er Kirchenrecht in Maynooth und wurde 1969 zum Dr. theol. promoviert. 
1969 wurde er zum Pfarrer in der Pfarrei Finglas West im Erzbistum Dublin ernannt, wo er zwei Jahre lang tätig war. Nach seiner Arbeit in Dublin und einem kurzen Aufenthalt in Rom, wo Lee an der Päpstlichen Universität Gregoriana in Rom studierte, wurde er zum Chancellor und Professor der Philosophie am Mary Immaculate College – St Patrick’s College in Thurles ernannt, dessen Präsident er von 1987 bis 1993 zudem war. Er war Vorsitzender des Diözesanrats für katholische Eheschließungen und Mitglied des ersten Vorstands des katholischen Eheschließungsbeirats in Irland sowie Mitglied des regionalen Ehetribunals in Cork.
Am 27. Mai 1993 wurde Lee von Papst Johannes Paul II. zum Bischof von Waterford und Lismore ernannt. Sein Amtsvorgänger Michael Russell spendete ihm am 25. Juli desselben Jahres die Bischofsweihe; Mitkonsekratoren waren der Erzbischof von Cashel und Emly, Dermot Clifford, und der Apostolische Nuntius in Irland, Erzbischof Emanuele Gerada. Zudem war er von 1998 bis zu seiner Pensionierung 2013 Sekretär der irischen Bischofskonferenz.
Am 1. Oktober 2013 nahm Papst Franziskus seinen Rücktritt an. Lee starb am 5. Januar 2024 im Alter von 82 Jahren.